# San Lorenzo de los Negros
San Lorenzo de los Negros est un pueblo libre de Noirs marrons de Nouvelle-Espagne établi par le Marron Gaspar Yanga (ou El Yanga) en 1618. 
San Lorenzo devient par au XXe siècle la ville mexicaine de Yanga (État de Veracruz).
Dans leur émancipation, les Marrons sont guidés par un prince africain de la tribu des Bora du Haut-Nil, de la Nation des Dinkas (futur Soudan), par son bras droit l'Angolais Francisco de Matosa.
Le 3 octobre 1631, le marquis de Cerralvo, Rodrigo Pacheco y Osorio, premier Vice-roi de la Nouvelle-Espagne, reconnaît San Lorenzo comme un pueblo libre, où l'esclavage n'a plus cours, mais qui accepte de jurer fidélité au roi d'Espagne et s'engage à ne pas donner asile à d'autres marrons,.